# Concerto (brano musicale)
Concerto è un brano musicale del 1969 del gruppo musicale Alunni del Sole, scritto da Paolo Morelli per la musica e da Carlo Rossi per il testo, pubblicato nello stesso anno nel 45 giri Concerto/Le 4 le 5 le 6 le 7.
Ne è stata poi incisa una nuova versione con l'arrangiamento di Gian Piero Reverberi nell'album ...E mi manchi tanto nel 1973, ripresa nel 1975 nell'album Raccolta di successi.  
Concerto è annoverata come una delle più belle canzoni d'amore nella storia musicale italiana.

## Storia e testo
Dopo il declino del genere beat, gli Alunni del Sole lanciano delle canzoni melodiche, basate sulla vena romantico-adolescenziale che riscuotono successi discografici.
Il primo successo è quello di "Concerto" e, già nel titolo, denunciava una ispirazione classica: nell'arrangiamento spiccano il pianoforte e gli archi. Il testo, che descrive il ricordo di un amore finito, è ricco di suggestioni liriche che caratterizzeranno tutta la produzione del gruppo napoletano..

## Formazione
- Paolo Morelli – voce solista, pianoforte
- Bruno Morelli - chitarra
- Giulio Leofrigio - batteria
- Giampaolo Borra - basso
- Antonio Rapicavoli – sassofono

## Cover
- Nel 2001 Ornella Vanoni ha inciso la cover del brano nell'album Un panino una birra e poi....